# 克里斯蒂安娜·韦伯 (赛艇运动员)
克里斯蒂安娜·韦伯（德語：Christiane Weber，20世纪—），德国女子赛艇运动员。她曾代表西德、德国参加世界赛艇锦标赛，获得二枚金牌和一枚铜牌，均来自女子轻量级双人双桨项目。